# カサンドラ・クレア
カサンドラ・クレア（Cassandra Clare、1973年7月27日 - ）は、『シャドウハンター』シリーズなどで知られるアメリカ合衆国のベストセラー作家。

## 私生活
イランの首都テヘランにてアメリカ人の両親のもとに生まれる。子供の頃、スイス、イングランド、フランスなど各国を旅して回った。高校進学のためにロサンゼルスへ戻る。その後、タブロイド系エンターテインメント雑誌『ハリウッド・リポーター』で働いた。
作家のホリー・ブラックとは友人同士で、互いの作品に共通するキャラクターを登場させるなどしている。

## シャドウハンターシリーズ
2004年、マンハッタンの景色にインスパイアされ、処女作『骨の街』（原題：City of Bones ）の執筆に取りかかる。2007年にサイモン&シュスターより出版された。
クラリー・フレイ、ジェイス・ウェイランド、サイモン・ルイスらを中心に展開する現代ファンタジー『骨の街』は、刊行されるやニューヨーク・タイムズのベストセラーリストにランクインした。続編『灰の街』（原題：City of Ashes ）、『硝子の街』（原題：City of Glass ）をもって三部作が完成した。2009年、第4作"City of Fallen Angels" の出版が発表され、2011年4月5日に刊行された。
クレアは、「"City of Fallen Angels" はいわばシリーズの第二期にあたり、"City of Lost Souls" と"City of Heavenly Fire" の続編も考えている。第一期のキャラクターだけでなく新しいキャラクターも登場する予定である。」と述べている。
2009年には、本シリーズと同一の世界で、かつシリーズより前の時代（ヴィクトリア朝期）を舞台とした新シリーズ"The Infernal Devices" の開始をアナウンスしている。このシリーズは"The Clockwork Angel" （2010年8月刊行）、"The Clockwork Prince" （2011年12月刊行）、"The Clockwork Princess" （2012年12月刊行予定）の三冊から構成される。
本シリーズは、ユニーク・フィーチャーズとコンスタンティン・フィルムにより映画化の企画が進行していた。『骨の街』を原作に、脚本はジェシカ・ポスティゴが担当した。リリー・コリンズが主役のクラリー・フレイ役を、『スウィーニー・トッド フリート街の悪魔の理髪師』に出演したジェイミー・キャンベル・バウアーがジェイス・ウェイランド役を演じた。

## 受賞・ノミネート歴
『骨の街』
- 2010年：Georgia Peach Book Awards for Teen Readers
- 2007年：ローカス賞 第一長篇部門最終候補
- 2008年：An American Library Association Teens Top Ten Award winner
- 2010年：Winner of The 2010 Abraham Lincoln Illinois High School Book Award
- 2010年：Winner of the 2010 Pacific Northwest Library Association Young Reader's Choice Award
- 2010年：A Texas TAYSHAS title 2010
- 2010年：Shortlisted for the 2010 Evergreen Young Adult Book Award
- 2010年：Shortlisted for The 2010 Colorado Blue Spruce Young Adult Book Award
- 2010年：Shortlisted for The North Carolina School Library Media Association Young Adult Book Award
- 2010年：Grand Canyon Reader Award Nominee (Teen) 2010
- 2010年：Iowa High School Book Award Nominee 2009-2010
- 2010年：North Carolina YA Book Award Nominee 2009-2010
- 2010年：New Hampshire Flume Teen Reader's Choice Award Nominee, 2010
- 2010年：Nevada Young Readers' Award Nominee 2010
- 2009年：Ohio Buckeye Teen Book Award Nominee, 2009
- 2008年：Oregon Young Adult Network Book Rave Reading List Title 2008
- 2010年：South Carolina Young Adult Book Award Nominee 2009-2010
- 2010年：Shortlisted for the Coventry Inspiration Book Awards

『灰の街』
- 2009年：A 2009 ALA Teens Top Ten Title

## 著書

### シャドウハンター
| # | 邦題     | 原題                  | 刊行年        | 刊行年月  | 訳者     | 出版社                          |
| - | -------- | --------------------- | ------------- | --------- | -------- | ------------------------------- |
| 1 | 骨の街   | City of Bones         | 2007年        | 2011年4月 | 杉本詠美 | 東京創元社 〈創元推理文庫 (F)〉 |
| 2 | 灰の街   | City of Ashes         | 2008年        | 2011年9月 | 杉本詠美 | 東京創元社 〈創元推理文庫 (F)〉 |
| 3 | 硝子の街 | City of Glass         | 2009年        | 2012年7月 | 杉本詠美 | 東京創元社 〈創元推理文庫 (F)〉 |
| 4 |          | City of Fallen Angels | 2011年        |           |          |                                 |
| 5 |          | City of Lost Souls    | 2012年        |           |          |                                 |
| 6 |          | City of Heavenly Fire | 2014年3月予定 |           |          |                                 |

### インファナル・デバイス三部作
- Clockwork Angel (2010/8/31)
- Clockwork Prince (2011/12/6)
- Clockwork Princess （2013/3/19（予定））

### The Dark Artifices Trilogy
- Lady Midnight （2015年（予定））
- Prince of Shadows （未定（予定））
- The Queen of Air and Darkness（未定（予定））